# カワウソちぃたん☆が行くホントの日本
『カワウソちぃたん☆が行くホントの日本』（カワウソちぃたんがいくホントのにほん）は、2017年8月8日から2023年5月30日まで千葉テレビ（チバテレ）で毎週火曜日21:55 - 22:00に放送されていた教育番組である。全304回。

## 概要
カワウソのちぃたん☆が、ホントの日本の魅力を紹介。企業、技術力、特産品、観光スポット、お祭り、最新テクノロジー、アニメなどのサブカルチャー、日本の様々な魅力を、今ネットで話題のコツメカワウソ“ちぃたん☆”の成長と共に紹介する番組。
冒頭のBGMは仮面女子の楽曲「仮面大陸〜ペルソニア〜」の前奏である。
2023年3月7日放送分から最終回まで在京民放キー局5社が共同運営しているTVerでの見逃し配信を行った。なお、本番組は日本テレビが運営している無料動画配信サービス「日テレ無料TADA!」に提供しており、TVerでは更にその供給を受ける形で配信されている。この経緯から、TVerでは日本テレビ系列の番組として扱われている。
2025年3月31日には特別版が放送されていた。

## 番組制作
- 企画制作：㈱クリーブラッツ、J-WORKS.LLC
- 制作著作：㈱クリーブラッツ